# Rhabdodemania major
Rhabdodemania major är en rundmaskart som först beskrevs av Rowland Southern 1914.  Rhabdodemania major ingår i släktet Rhabdodemania och familjen Rhabdodemaniidae. Inga underarter finns listade i Catalogue of Life.